# هيدأكي كاإيهتسو
هيدًأَكي كاإيهتسو (باليابانية: 嘉悦 秀明) (8 أكتوبر 1974 في توتشيغي في اليابان – )؛ هو لاعب كرة قدم ياباني سابق كان يلعب كمهاجم.

## وصلات خارجية
- هيدأكي كاإيهتسو على موقع رابطة كرة القدم اليابانية للمحترفين (اليابانية)
- هيدأكي كاإيهتسو على موقع عالم كرة القدم.نت (الإنجليزية)